# Dystopia (album, Megadeth)
Dystopia je patnácté studiové album americké thrashmetalové skupiny Megadeth. Jeho producentem byl Toby Wright s frontmanem skupiny Davem Mustainem. Album bylo nahráno v období od dubna do července 2015 v americkém státu Tennessee. Jde o první album od roku 2004, kdy vyšla nahrávka The System Has Failed, na kterém se nepodílel dlouholetý bubeník Shawn Drover. Na této nahrávce jej nahradil Chris Adler ze skupiny Lamb of God. Další změna oproti předchozímu albu Super Collider spočívala na postu kytaristy. Chrise Brodericka nahradil Kiko Loureiro. Album vyšlo 22. ledna 2016.

## Seznam skladeb
| Pořadí | Název                             | Délka |
| ------ | --------------------------------- | ----- |
| 1.     | The Threat Is Real                | 4:22  |
| 2.     | Dystopia                          | 5:00  |
| 3.     | Fatal Illusion                    | 4:16  |
| 4.     | Death from Within                 | 4:48  |
| 5.     | Bullet to the Brain               | 4:29  |
| 6.     | Post-American World               | 4:25  |
| 7.     | Poisonous Shadows                 | 6:02  |
| 8.     | Conquer… or Die! (instrumentální) | 3:33  |
| 9.     | Lying in State                    | 3:34  |
| 10.    | The Emperor                       | 3:54  |
| 11.    | Foreign Policy                    | 2:28  |

## Obsazení
- Dave Mustaine – zpěv, kytara
- David Ellefson – baskytara, doprovodné vokály
- Kiko Loureiro – kytara, klavír
- Chris Adler – bicí
- Steve Wariner – kytara
- Ronn Huff – orchestrální aranžmá